# Копакабана

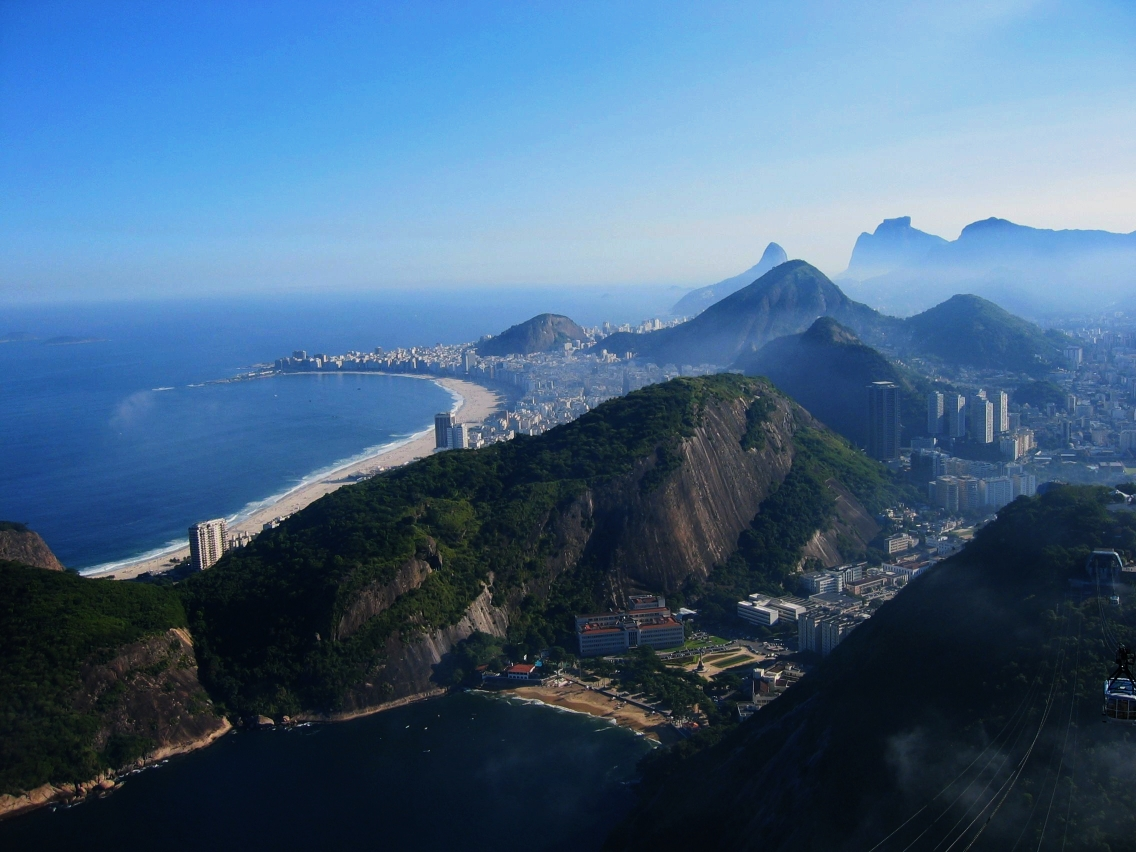
Вид на Копакабану з Цукрової голови

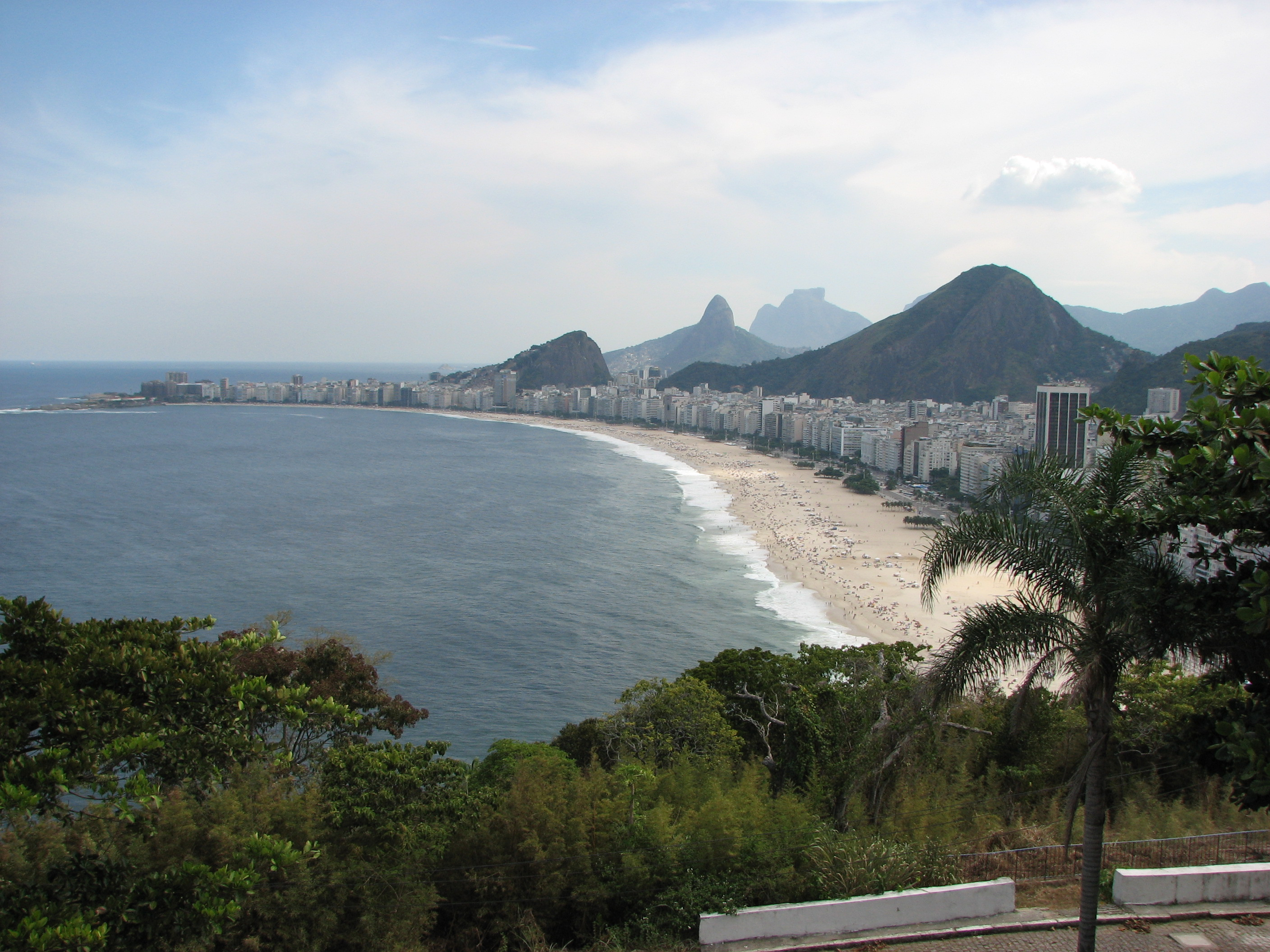
Пляж Копакабана

22°58′01″ пд. ш. 43°10′51″ зх. д. / 22.967033333333° пд. ш. 43.180697222222° зх. д.
Копакабана (порт. Copacabana) — один з районів Ріо-де-Жанейро. Розташований у південній частині міста. Природним його кордоном слугує чотирикілометровий пляж, набережною якого проходить Атлантичний проспект (португальською — Авеніда Атлантика).

## Історія
Історія Копакабани як особливого району міста почалась ще у 1750-х роках, коли в містечку під назвою Сакупенапана з'явилась нова каплиця на честь святої діви з Копакабани (невелике місто в Болівії). У міру зростання Ріо-де-Жанейро Копакабана поступово стала його невіддільною частиною та 6 липня 1892 року цілком увійшла до його складу.
Паралельно поруч із Копакабаною розвивались й інші райони міста — Іпанема й Леблон.

### Розквіт і занепад
Розквіту Копакабана досягла у 1950–1960 роках, коли вона набула слави богемного світу та стала домівкою для бразильських письменників, художників, артистів (переважно європейського походження).
Пізніше до району, що став престижним, переселились політики, бізнесмени й просто заможні люди.
В останніх десятиліттях тут почали «розвиватись» нелегальні види заробітку на іноземних туристах — торгівля наркотиками, проституція (в тому числі дитяча) й вуличні грабежі (від дрібного злодійства до стрілянини на вулицях) — все це призвело до значного занепаду колись елітного району.
18 лютого 2006 тут відбувся концерт гурту «The Rolling Stones», на якому були присутні близько 2000000 глядачів. Концерт транслювався наживо, а невдовзі було випущено DVD — «Rolling Stones — Copacabana Beach, Rio de Janeiro, Brazil» (The Biggest Bang Box Set, частина 2)
4 травня 2024 року Мадонна дала на пляжі останнє шоу свого святкового туру як безкоштовний захід для аудиторії з понад 1 600 000 відвідувачів, що стало найбільшою аудиторією в її кар’єрі.